# Magura Fossae
Le Magura Fossae sono una struttura geologica della superficie di Venere.